# Hansi Müller
Hans-Peter "Hansi" Müller (Stuttgart, 27 de julho de 1957) é um ex-futebolista alemão que atuava na posição de meia. 

## Carreira
Defendeu o VfB Stuttgart, Internazionale, Como e Swarovski Tirol.
Pela Seleção Alemã-ocidental disputou a Copa do Mundo de 1978 e 1982, além da Eurocopa 1980.

## Títulos
VfB Stuttgart
- 2. Bundesliga: 1976–77

FC Swarovski Tirol
- Campeonato Austríaco: 1988–89 e 1989–90
- Copa da Áustria: 1987–88

Seleção Alemã
- Eurocopa 1980

INDIVIDUAIS
- Seleção da Bundesliga: 1979-80 e 1980-81
- Seleção da Eurocopa: 1980
- Bravo Award: 1980